# Neohela maxima
Neohela maxima är en kräftdjursart som beskrevs av Knud Hensch Stephensen 1933. Neohela maxima ingår i släktet Neohela och familjen Aoridae. Inga underarter finns listade i Catalogue of Life.